# 晨曦公主
《晨曦公主》是由日本漫畫家草凪瑞穗所創作的日本漫畫作品。於白泉社旗下的漫畫雜誌《花與夢》 2009年17號上開始連載，日版原作漫畫目前已經出到第45集，中文版由東立出版社代理。2014年10月起由TOKYO MX等日本電視台播放電視動畫。
本作女主角優娜在2021年度「Magademy Award（マガデミー賞）」獎項獲頒主演女優賞。

## 故事簡介
從小備受父王及眾人呵護的高華國公主・優娜，在她16歲生日的當天，她的心上人蘇芳來到宮殿，並送她漂亮的髮簪。不過優娜的父親並不允許她跟蘇芳交往，依舊對蘇芳無法死心的優娜決定向父王表明她的心意時，卻意外地撞見父親被蘇芳刺殺的驚人場面。為避免在王城內被叛變方殺害，優娜從此便與護衛哈克展開一連串的逃亡生活……

## 登場人物

### 主要人物
優娜（尤娜）（聲：齋藤千和）
16歲，生日4月7日，身高157cm。本作主角，原高華王國的公主，6歲時失去母親，在國王及青梅竹馬的關照下長大。天真無邪的性格夾帶著少許軟弱和傲嬌，愛慕著堂兄蘇芳，卻在16歲時遭遇不可抹滅的悲劇事件，因此而被迫踏上顛沛流離的旅程，旅途中遇到各式各樣的人，也走訪過許多她從不知道的環境和村莊而逐漸蛻變成堅強而關懷人民的人，旅行的途中也開始想好好自己實際去了解父親統治之下的國家究竟是什麼模樣，並保護父親所愛的國家。
認為即使不能成為攻擊主力也不能扯其他人的後腿、希望多少能幫助到大家而拜託哈克指導她使用武器，也憑著耐心和努力鍛鍊出一流的弓術，因為這樣努力不懈的心態而吸引了許多人的仰慕。
擁有一頭紅色的長髮，被蘇芳稱為「好像拂曉的天空一般」，此即為本作標題的由來。
在漫畫101話中，澤諾說出優娜就是緋龍王的轉世。
和水之部族的族長女兒莉莉，是同年齡中第一個交情不錯的女性朋友。
在漫畫123話中意識到自己其實是喜歡哈克的心情，137話中主動親吻哈克。
在漫畫176話中，優娜主動向哈克告白。
在漫畫100話紀念的人氣投票中獲得第二名。
蘇・哈克（孫・白）（聲：前野智昭、高垣彩陽（幼少期））
18歲，生日8月9日，身高188cm。優娜的青梅竹馬，擔任其貼身護衛。來自風之部族的少年，性格直爽，武藝高強，被譽為「高華之雷獸」，雖然很年輕，卻是緋龍城僅有的5名大將之一。
在蘇芳發動政變時義無反顧地站在優娜一邊，並一度被蘇芳逼入危險境地，後帶優娜逃走。擅長使大刀，做事幹練，往往未動手便能將對手震懾。嘴巴很毒常常欺負優娜，其實心中最重要的人就是優娜，不論任何情況下都將優娜的安全擺第一順位，為了守護公主多次扼殺掉自己對優娜的私人感情。優娜說口頭欺負別人是他的興趣之一。
與優娜、蘇芳三人是兒時玩伴，對蘇芳十分信任，也因此對蘇芳的背叛完全無法諒解誓言殺了他，在水之部族毒品事件時兩人相遇便失去理智要殺了蘇芳，不論誰阻止都只有挨打的分，最後只有優娜阻止他並且恢復理智。
雖然沒有自覺，但其實很受女人歡迎，也因此讓優娜有類似吃醋的情感。
在漫畫134話中向優娜告白了，但優娜沒有聽清楚，便不了了之。
在漫畫152話中，因優娜的誤會在一怒之下向優娜告白。
在漫畫268話中向優娜求婚（？！
在漫畫100話紀念的人氣投票中獲得第一名。
蘇芳（守元）（聲：小林裕介、山本希望（幼少期））
18歲，生日2月3日，身高185cm。優娜的堂兄，同時也是愛慕對象，一副瀟灑雅致的貴族公子形象。對優娜溫柔體貼，但卻以復仇為由，在優娜的生日那天殺死優娜的父親，發動宮廷政變，登上王位，其目的主要是重振高華國集結五部族於一心，強化整個國家根本免於國家陷入內憂外患。擅長弓馬和劍術，智計出色，喜怒均能不形於色。
表面上對優娜裝的毫不在乎，但實際上卻很惦記優娜。對於背叛了優娜和哈克感到很抱歉，但是為了國家的興衰這些犧牲是必要的。
登基後假藉視察之名在火、地、水之部族閒晃，實際上是從每個部族之中以不同的方式解決每個部族的最大問題並且加強族長與王之間的信賴度可以更加有效的集結五部族於一心的目的。
在漫畫189話中被傑諾（澤諾）透露說是緋龍王的後代，有可能會得緋之病，但在漫畫190話中已開始發病
在漫畫100話紀念的人氣投票中獲得第九名。

### 四龍與主要出場人物
悠（聲：皆川純子）
15歲，生日9月25日，身高162cm。自稱天才美少年，原為火之部族貧窮鄉村的孩子，後與神官伊克斯一起生活。悠為了打理伊克斯的生活起居，而學會許多技能（例如烹飪、裁縫、醫治，甚至製作炸藥等等），其中以烹飪和醫術最出色。在伊克斯的請託下（希望悠能看看外面的世界），與優娜一起尋找四龍戰士，後負責整個團隊的生活起居。
在阿波曾扮成女裝，與優娜一同潛入敵營。
是故事裡主要的吐嘈角色，也是唯一具備最多基本常識的人，曾被哈克說是團隊裡最有發言權的人。學習能力極強，自稱看書過目不忘。
因悠將優娜一行人照顧的無微不至，深受大家的愛護，悠便有「媽媽」的稱呼。
在漫畫100話紀念的人氣投票中獲得第四名。
白龍 季夏（聲：森田成一、千菅春香（幼少期））
20歲，生日4月6日，身高175cm。四龍戰士之一的白龍繼承者，是右手有龍之力的人（龍之爪）。在白龍村的村民的敬仰以及侍奉下長大（與席安（弦亞）和杰巴（翟鶴）被村人幽禁的成長經歷完全不同），後遇見優娜公主和哈克，加入尋找四龍戰士的旅途中。因從小到大都只生活在白龍之村，所以個性單純、不黯世事。最大的天敵是蟲。被哈克戲稱為「白蛇」。
出生時被前任白龍（季夏的父親）在背後劃下傷痕，因此村人禁止季夏與父親見面。即使如此，季夏還是敬愛著父親。在感受到父親即將死去的早上，季夏偷偷跑去見父親一面，並聽到了父親的真心話，了解父親是深愛自己的。而前任白龍在見到季夏最後一面後，說了一句「季夏」便離世了。
曾被杰巴誤會背上的傷痕是心裡創傷。
在漫畫100話紀念的人氣投票中獲得第六名。
青龍 席安（弦亞）（聲：岡本信彥、小林沙苗（幼少期））
18歲，生日1月3日，身高180cm。四龍戰士之一的青龍繼承者，是雙眼擁有龍之力的人（龍之眼）。擁有用龍之眼讓人產生幻覺，神經、心臟麻痺的能力，但能力會反噬自己。遇到優娜後被說服加入旅途中。
被青龍之村的人民們視為詛咒的存在（小時候席安為了保護村子而使用力量，此後反而被村人恐懼），其母也因生下詛咒之子而絕望自殺。出生後被上一代的青龍「藍」撫養，但新龍在出生後會逐漸剝奪前任的力量，因此前任在龍眼之力完全喪失後即死去，臨死前為獨留席安在世而道歉。
原本沒有自己的名字，其後由優娜為他取名「席安」，有「月光」的意思，代表著席安會在黑暗中帶領著優娜。
本人也視自己的龍之眼為詛咒之力，所以平時都以劍作戰。
在漫畫100話紀念的人氣投票中獲得第五名。
藍（噗啾、青）（聲：山本希望）
在青龍之村時和席安在一起的松鼠，雖然是松鼠卻是雜食性偏肉食，連魚也會吃。席安以前任青龍的名字命名為「藍」，但因為發出「噗啾－－」的叫聲有時也會被大家用「噗啾」來稱呼。大部分的時候都在席安或優娜的頭或肩膀上待著。常協助啃斷捆綁身體的繩子。
席安經常在優娜傷心時讓藍去安慰她。
在漫畫100話紀念的人氣投票中獲得第七名。
綠龍 傑巴（翟鶴）（聲：諏訪部順一）
25歲，生日5月4日，身高188cm。四龍戰士之一的綠龍繼承者，是右腳擁有龍之力的人（龍之腳）。擁有能夠輕鬆跳躍跟飛躍的能力，身上還帶有許多暗器。遇見優娜之前一直在季雁（祁菀）船長的船上生活。非常愛護女性，個性較為隨意不羈，有「花花公子」的形象。阿波之戰後加入優娜的隊伍。被哈克戲稱為「下垂眼」。
小時候被懼怕綠龍之力的村民們幽禁，並且由前任綠龍看守。最後受到前任綠龍的幫助逃出綠龍之村。
因為成長經歷的緣故，十分重視自由，不願被四龍的宿命所束縛，所以拒絕加入優娜的隊伍。但在阿波之戰見識到優娜的氣勢，因此改變心意，成為了優娜旅行的夥伴。
一直找機會想看席安的眼睛。
在漫畫100話紀念的人氣投票中獲得第三名。
黃龍 傑諾（澤諾）（聲：下野紘）
自稱17歲，生日8月30日，身高166cm，實際年齡因活了太久而懶得計算。四龍戰士之一的黃龍繼承者（初代黃龍），擁有的龍之力為不死。平時沒有能力，但只要重傷之後，皮膚會出現龍麟，變得如鋼鐵一般，且能發揮白龍的利爪和綠龍的跳躍能力，但隔段時間又會恢復正常。
在阿波事件後，在路上遇到優娜一行人，並加入優娜的隊伍（事實上是為了測試優娜是否能驅使四龍之力，而從優娜被逐出皇城時，就不斷觀察）。在其他三個四龍年幼時就曾經見過他們。
曾說自己是優娜的盾，會保護好優娜和大家。
被賜予龍之血之前是似神官的存在，但是成為黃龍之後就再也沒有聽過神的聲音。在緋龍王逝世、其他三龍離開皇城後，選擇留下來輔佐皇子，並親自上戰場解決國內大大小小的紛爭。
稱呼男性為「小哥」或「小伙子」，稱呼女性為「小姑娘」。
曾經結過婚，妻子名為卡雅（佳耶）。
初代緋龍王極度保護傑諾，並贈予龍的項鍊。相較於轉生數次的其他三龍，他是唯一從緋龍王時期活到現在的龍。
在漫畫100話紀念的人氣投票中獲得第八名。

### 先代四龍
藍（先代青龍）（聲：宮本充）
席安出生後被前代的青龍「藍」撫養，但新龍在出生後會逐漸剝奪前任的力量，因此前任在龍眼之力完全喪失後即死去。臨死前藍淚流滿面的對席安道歉，表示自己要留下席安一個人先離世了。
松鼠「藍」的名字也是席安為了懷念藍（前代青龍）而取的。
先代白龍
季夏的父親。季夏出生後在背後劃下傷痕的人，因此村人禁止季夏與前任白龍見面。即使如此，季夏還是敬愛著父親。在感受到父親即將死去的早上，季夏偷偷跑去見父親一面，並聽到了父親的真心話，了解父親是深愛自己的。而前任白龍在見到季夏最後一面後，說了一句「季夏」便離世了。
餓狼（先代綠龍）
傑巴出生後被前代的綠龍「餓狼」撫養，但新龍在出生後會逐漸剝奪前任的力量。綠龍之村會將代代綠龍用腳鍊加以束縛，以防龍之力被外人看見後為村子帶來危險。15歲時曾經從綠龍之村逃離，傑巴出生時，餓狼感受到新任綠龍的誕生而趕回村子，從此成為類似於傑巴監護人的存在。
對於傑巴的存在似乎感到相當厭惡。最後在力量被傑巴完全繼承後，傑巴以龍之力破壞了腳鍊、恢復自由之身，餓狼為傑巴阻擋住村民並要他快走。之後意識陷入了模糊，願綠之龍神能多庇佑傑巴。得年27歲。

### 初代四龍與緋龍王
緋龍王
在高華國的開國神話中，建立了高華國，是高華國第一任國王。深愛著人類，在即將被忘恩負義的人類所殺的時候，四龍為了保護他，才給了人類龍之血，而有了初代的四龍。
白龍 古恩（古遠）
喝下龍之血的初代四龍之一，右手擁有龍之力，被傑諾說是個像野豬一樣的傢伙。
很重視四龍的羈絆，要離開高華國時叫傑諾去找他，並說不論多久都會等他。但在生前最後一刻沒等到傑諾，並抱著遺憾而去。
青龍 阿彌（亞維）
喝下龍之血的初代四龍之一，擁有龍之眼讓人神經或心臟麻痺的能力，在戰場上常常使用，也因此常使能力反噬到自己身上。之後在某場戰爭被覬覦龍之力的人類抓走，造成心裡創傷，便把眼睛矇了起來。
綠龍 殊天（修廷）
喝下龍之血的初代四龍之一，右腳擁有龍之力，使用的武器是長槍。個性毒舌奔放不羈。

### 空之部族
伊爾（惟琉）（聲：赤城進）
高華王國的國王，優娜的父親。性格軟弱，對武器懷有恐懼感，卻在某日用劍殺掉了自己的兄長。妻子遇刺身亡，為了不再讓其他人受到傷害而放棄了再娶的打算。雖然對女兒很溺愛，卻公私分明，因認為蘇芳不適合繼承王位，故反對女兒同他往來。
在優娜的16歲生日當晚，被前來復仇的蘇芳殺死。
哈克認為國王的性格不軟弱很堅強而且溫柔，不然怎麼敢徒手擋下試圖傷害他人的利刃。只是因為自己的過份溫柔導致國家在不知覺中衍生出許多黑暗死角侵蝕國家成為蘇方下定決心要發起政變的理由之一。
由芳（俞凡）（聲：江川央生）
蘇芳的父親，伊爾的兄長。曾是著名的大將軍，驍勇善戰，但也因為作風殘暴而評價兩極，曾認為是下任國王的最好人選。
在伊爾被選為國王後非但沒有怨言，反而繼續堅持為國家的江山效力，但卻突然被伊爾用劍殺害，理由不明。但在第196话中被伊爾用劍殺害的理由是他殺害伊爾的妻子
在漫畫132中透露曾殘暴殺害早已投降的真國俘虜。
韓・裘德（范・諸鬥）（聲：中谷一博）
空之部族的族長，五將軍的其中一人。34歲，單身，臉頰上有傷痕，總是皺著眉頭一副不悅的樣子。
每次看到哈克都想殺了他，認為哈克是高華國的敵人。
在漫畫184中向哈克透露蘇芳與伊爾之間的心結，和由芳被伊爾所殺的事實。

### 風之部族
蘇・姆特克（孫・雲德）（聲：斧篤（廣播劇CD）、佐佐木勝彥（電視動畫））
哈克的爺爺，但事實上兩人沒有血緣關係。年輕時和由芳並稱最強武將。將優娜、哈克、蘇芳視為自己的孫子孫女，對三人關愛有加。在伊爾國王死後，相信有嫌疑的哈克是清白的，並對逃到風之部族領域的優娜公主表示忠誠之心。在蘇芳的登基大典上，對不再出現天真笑容的蘇芳感到惋惜。
邰悟（丁宇）（聲：KENN）
討厭麻煩的事，與韓迪是好朋友。實力在風之部族僅次於哈克，在哈克放棄族長之位時被任命為下一任風之部族的族長。
韩迪（邯狄）（聲：岡本信彥）
性格懶散，擅長逃避攻擊，是風之部族中速度最快的男人。
天詠（照苑）（聲：菊池心）
哈克的弟弟，與哈克同樣是被姆特克帶回撫養的孤兒，身體不好。和哈克沒有血緣關係。在優娜待在風之部族的這段期間給予其很大的安慰，是優娜能重新振作的重要因素。

### 火之部族
關・守仁（甘・壽仁）（聲：飛田展男）
火之部族的族長，五將軍的其中一人。深信火之部族是緋龍王的後代，因此認為自己與兒子們才是高華王國的正統繼承人。在聯合南戒貴族引發戰爭後遭受到地空兩部族的包圍，最後被部下背叛並被殺。雖然背叛國家，但是個深愛兒子的父親。
關・京牙（甘・鏡雅）
29歲，火之部族將軍的長男，泰俊的兄長。在背叛國家的父親死後繼任為下一任族長，並立志效忠蘇芳。並前往空都學習管理事務。有很強的軍事能力，對自己有著強烈的自信，深信著只有正確的統治才能帶給人民幸福，一直到被蘇芳帶著去看成長過後的弟弟，才發現自己多麼的無知。除了首都彩火，實際上大多數火之部族的村落都非常蕭條，但是上頭幾乎不知情。
關・泰俊（甘・迪淳）（聲：櫻井孝宏）
火之部族將軍的次男，被部下稱為「有點殘念的人」，並被自己的哥哥瞧不起。曾經瘋狂的追求優娜。甚至在哈克帶著優娜逃亡時，把哈克和優娜逼入死境，泰俊一直為此事後悔著。在一次因緣際會下，被京牙要求去討伐騷擾火之部族的盜賊們（實際是優娜一行人），在發現優娜沒死後痛哭流涕，並且誓言要效忠優娜。
在優娜一行人的開導下，漸漸地會為他人著想，並且以實際的行動幫助身陷水深火熱的火之部族的人民們。在優娜一行人離開之際，接受優娜的請託，答應守護這些村莊的村民不會受到傷害並且改善他們的生活環境，澤諾預言他未來會成為高華國的大人物。
在得知父親背叛國家後遭受到很大的打擊，說出了「即使父親不是緋龍王，對我來說他都是我唯一敬愛的父親」。
現在為火之部族代理族長。
福智（付可清）（聲：檜山修之（廣播劇CD）、遠藤廣之（電視動畫））
泰俊的近衛。總是面無表情，會毫不留情地吐槽泰俊，但其實很關心泰俊，即使發現泰俊和優娜一行人在一起也會假裝沒有看到，一直默默地跟隨在泰俊身邊幫助他。
曾經被泰俊問道「你為什麼在糧食短缺時期還吃得那麼胖」，本人表示如果瘦下來會削弱泰俊的存在感，被泰俊吐槽「哪來的自信」。
事實上曾經有瘦的時候，是一位面容標緻的帥哥。

### 地之部族
伊・軍德（易・君廷）（聲：相澤正輝）
地之部族的族長，五將軍的其中一人，只追隨有強大能力的王。38歲，有著褐色肌膚的野性男子。
只追隨自己認可的君主，認可蘇芳的父親由芳。
在蘇芳所提出的戰爭遊戲中，看到蘇芳的眼神，並了解蘇芳的決心，於是跟隨了蘇芳。
在甘・壽仁發動叛變之後，帶著援軍來幫助蘇芳，軍德的出現完全在壽仁的意料之外是叛變失敗的主因。
地之部族的人民都非常崇敬軍德，也因此地之部族軍隊的士氣相當高。
很愛護自己的妻子・優諾。
優諾（由諾）（聲：茅野愛衣）
比君廷小13歲的妻子，目前25歲。個性非常樂天。原本是在地心城服侍軍德的侍女，與軍德結婚時是19歲，看起來卻像個15歲的少女。
對自家產的茶葉相當自豪，還外銷到戒帝國，和蘇芳是茶友。
季雁（祁菀）（聲：榊原良子）
因要討伐在阿波作惡多端的領主楊・庫吉，而成立海賊團的船長。67歲，身高165cm。在傑巴年輕時收留他成為海賊團的一員。
個性嚴厲，實則外鋼內柔，非常照顧船員，把大家當作自己親生孩子看待，因要解決庫吉並讓優娜一行人加入海賊的行列，解決庫吉後便解散了海賊團。曾被傑巴說是他「理想中的女性」。
楊・庫吉（楊・昆忌）（聲：菅生隆之）
原阿波的領主。做事殘暴無惡不作，不惜使用骯髒手段，因此讓阿波民不聊生。季雁船長查到庫吉正打算私下進行人口販賣，打算藉由這次事件解決庫吉。戰亂中知道自己戰敗，正搭著小船逃逸時，被優娜看到並用弓箭射中心臟，之後落入海中。

### 水之部族
安・淳義（安・順儀）（聲：石田彰）
水之部族的族長，五將軍的其中一人。
水之部族篇中，水之部族的沿海地區遭受到來自南戒的毒品・納依達的侵襲。但為避免發展成與南戒的全面戰爭，安・順儀選擇靜觀其變，並沒有及時採取措施，女兒莉莉因此盜取水之部族的象徵－－水之金印，以拯救深陷毒品之苦的人民們。
毒品事件之後有改變了些心態，在五部族會議上表示不再靜觀其變選擇主動出擊。
其實相當疼愛女兒莉莉，而數次阻止她危險的舉動。希望交給女兒一個沒有戰爭的世界。
安・莉莉（聲：悠木碧（廣播劇））
17歲，身高159cm，水之部族的族長的女兒，具有強烈的救助心和正義感。
在漫畫水之部族篇中，遇到了優娜一行人。在遭受到毒品人偶們的攻擊後，發現了自己的天真以及無力，因此下定決心，要將毒品從水之部族的領域趕出去。但在請求父親－－安・順儀的幫助無果後，私自盜取水之部族的象徵－－水之金印，遭受到被放逐的懲罰。但實際上是父親認可了她，決定讓她做自己想做的事。
後來前往調查毒品來源，卻與優娜二人遭齊國擄走。後來公開處刑，被蘇芳及白聯手救下。
暗戀著軍德將軍。
和優娜是同年齡中第一個交情不錯的女性朋友。
燈瑜（照寅）
莉莉的護衛之一，在調查麻藥的過程中腹部被刺傷，因此拜託優娜一行人暫時代替她的護衛工作。
香瑜拉（古羅）
莉莉的護衛之一，在仙水事件後，和優娜一行人再次相遇時，與照寅一起委託他們護衛莉莉到齊國。

### 其他人物
啟祝（凱修克）（聲：吉野裕行）
蘇芳的參謀，25歲。個性心思縝密，為了利益可以不擇手段。小時候戰爭負傷被由芳撿到，便發誓永遠效忠由芳。由芳死後，立志要讓蘇芳成為王，因此一直想殺了會成為威脅的優娜與哈克。
敏司（明素）（聲：山本和臣）
伊爾國王身邊的文官。初登場時17歲，比哈克小一歲。
在蘇芳叛變時，為了協助優娜與哈克逃走犧牲自己，掩護優娜而中箭，之後死活不明。
在漫畫第135回時，作為蘇芳的手下與優娜和哈克見面。
伊克斯（聲：金丸淳一）
神官，自稱自己的工作是負責祈禱然後傳達神的旨意給人們，因神官一職權力過大擔心會成為皇家和皇族的阻礙而被由芳驅除出城。在被驅逐之後周遊許多成都逐漸對世間感到悲傷而決定隱居起來。
很容易跌倒，做事笨手笨腳，性格其實是非常的善良、與世無爭。
幫助貧民鄉村時偶然認識了悠，和悠慢慢建立了深厚感情後一起生活，曾說自己是悠的監護人。
依照神的旨意幫優娜指明前進的方向，便說服悠，讓他跟著優娜他們一起走。
佳耶（卡雅）（聲：花澤香菜）
因得傳染病而獨自生活的少女。在傑諾孤身漂泊數年，身心俱疲倒下時，佳耶救了昏迷的傑諾，之後兩人相依為命。
知道自己時日無多，且怕會傳染給傑諾（傑諾一直聲稱他不會生病），想讓傑諾離開，但傑諾想要留在她身邊，因此向她求婚，佳耶喜極而泣後兩人並結婚了。後因傳染病先行離世。

## 用語
高華王國
緋龍王
四龍戰士
空之部族
風之部族
火之部族
地之部族
水之部族
白龍村
青龍村
綠龍村
戒帝國
麻藥
千州
金州
真國
齊國
灯水

## 出版書籍

### 漫畫
| 卷數 | 白泉社         | 白泉社                                                  | 東立出版社     | 東立出版社             |
| 卷數 | 發售日期       | ISBN                                                    | 發售日期       | ISBN                   |
| ---- | -------------- | ------------------------------------------------------- | -------------- | ---------------------- |
| 1    | 2010年1月19日  | ISBN 978-4-592-19081-3                                  | 2010年6月1日   | ISBN 978-986-10-5634-0 |
| 2    | 2010年5月19日  | ISBN 978-4-592-19082-0                                  | 2010年10月18日 | ISBN 978-986-10-5802-3 |
| 3    | 2010年9月17日  | ISBN 978-4-592-19083-7                                  | 2011年3月2日   | ISBN 978-986-10-6517-5 |
| 4    | 2011年1月19日  | ISBN 978-4-592-19084-4                                  | 2012年5月29日  | ISBN 978-986-10-7263-0 |
| 5    | 2011年5月19日  | ISBN 978-4-592-19085-1                                  | 2012年7月6日   | ISBN 978-986-10-8026-0 |
| 6    | 2011年9月20日  | ISBN 978-4-592-19086-8                                  | 2013年1月17日  | ISBN 978-986-10-8887-7 |
| 7    | 2011年11月18日 | ISBN 978-4-592-19087-5                                  | 2013年3月14日  | ISBN 978-986-10-9159-4 |
| 8    | 2012年3月19日  | ISBN 978-4-592-19088-2                                  | 2013年5月6日   | ISBN 978-986-10-9730-5 |
| 9    | 2012年7月20日  | ISBN 978-4-592-19089-9 ISBN 978-4-592-10551-0           | 2013年9月26日  | ISBN 978-986-317-522-3 |
| 10   | 2012年12月20日 | ISBN 978-4-592-19090-5                                  | 2014年2月7日   | ISBN 978-986-324-581-0 |
| 11   | 2013年4月19日  | ISBN 978-4-592-19691-4                                  | 2014年6月24日  | ISBN 978-986-332-698-4 |
| 12   | 2013年8月20日  | ISBN 978-4-592-19692-1                                  | 2014年9月18日  | ISBN 978-986-337-524-1 |
| 13   | 2013年12月20日 | ISBN 978-4-592-19693-8                                  | 2014年11月13日 | ISBN 978-986-348-321-2 |
| 14   | 2014年4月18日  | ISBN 978-4-592-19694-5                                  | 2015年2月3日   | ISBN 978-986-365-101-7 |
| 15   | 2014年9月19日  | ISBN 978-4-592-19695-2 ISBN 978-4-592-10556-5           | 2015年6月5日   | ISBN 978-986-365-859-7 |
| 16   | 2014年12月19日 | ISBN 978-4-592-19696-9                                  | 2015年11月9日  | ISBN 978-986-382-481-7 |
| 17   | 2015年3月19日  | ISBN 978-4-592-19697-6                                  | 2016年5月4日   | ISBN 978-986-431-121-7 |
| 18   | 2015年6月19日  | ISBN 978-4-592-19698-3                                  | 2016年6月2日   | ISBN 978-986-431-700-4 |
| 19   | 2015年9月18日  | ISBN 978-4-592-19699-0 ISBN 978-4-592-10512-1           | 2016年11月7日  | ISBN 978-986-462-219-1 |
| 20   | 2016年3月18日  | ISBN 978-4-592-21510-3 ISBN 978-4-592-21802-9           | 2016年12月2日  | ISBN 978-986-337-868-6 |
| 21   | 2016年8月19日  | ISBN 978-4-592-21511-0 ISBN 978-4-592-10515-2           | 2017年5月17日  | ISBN 978-986-470-884-0 |
| 22   | 2016年12月20日 | ISBN 978-4-592-21512-7 ISBN 978-4-592-10516-9           | 2017年11月2日  | ISBN 978-986-482-531-8 |
| 23   | 2017年4月20日  | ISBN 978-4-592-21513-4                                  | 2018年2月5日   | ISBN 978-986-486-168-2 |
| 24   | 2017年8月18日  | ISBN 978-4-592-21514-1                                  | 2018年8月9日   | ISBN 978-986-486-705-9 |
| 25   | 2017年12月20日 | ISBN 978-4-592-21515-8                                  | 2018年10月11日 | ISBN 978-957-26-0470-0 |
| 26   | 2018年4月20日  | ISBN 978-4-592-21516-5                                  | 2019年4月15日  | ISBN 978-957-26-1156-2 |
| 27   | 2018年8月20日  | ISBN 978-4-592-21517-2                                  | 2019年11月14日 | ISBN 978-957-26-1737-3 |
| 28   | 2018年11月20日 | ISBN 978-4-592-21518-9                                  | 2020年1月20日  | ISBN 978-957-26-2343-5 |
| 29   | 2019年4月19日  | ISBN 978-4-592-21519-6                                  | 2020年3月2日   | ISBN 978-957-26-3469-1 |
| 30   | 2019年8月20日  | ISBN 978-4-592-21520-2                                  | 2020年5月21日  | ISBN 978-957-26-4401-0 |
| 31   | 2019年12月20日 | ISBN 978-4-592-22311-5                                  | 2020年10月16日 | ISBN 978-957-26-5145-2 |
| 32   | 2020年4月20日  | ISBN 978-4-592-22312-2                                  | 2021年11月5日  | ISBN 978-957-26-5146-9 |
| 33   | 2020年8月20日  | ISBN 978-4-592-22313-9                                  | 2022年3月14日  | ISBN 978-957-26-5721-8 |
| 34   | 2020年12月18日 | ISBN 978-4-592-22314-6 ISBN 978-4-592-22779-3           | 2022年12月23日 | ISBN 978-957-26-6277-9 |
| 35   | 2021年4月20日  | ISBN 978-4-592-22315-3 ISBN 978-4-592-22784-7（特装版） | 2023年11月24日 | ISBN 978-957-26-7216-7 |
| 36   | 2021年8月19日  | ISBN 978-4-592-22316-0                                  | 2024年11月28日 | ISBN 978-957-26-7803-9 |
| 37   | 2021年12月20日 | ISBN 978-4-592-22317-7                                  |                |                        |
| 38   | 2022年5月20日  | ISBN 978-4-592-22318-4                                  |                |                        |
| 39   | 2022年9月20日  | ISBN 978-4-592-22319-1                                  |                |                        |
| 40   | 2023年1月20日  | ISBN 978-4-592-22320-7                                  |                |                        |
| 41   | 2023年5月19日  | ISBN 978-4-592-22461-7                                  |                |                        |
| 42   | 2023年10月20日 | ISBN 978-4-592-22469-3                                  |                |                        |
| 43   | 2024年2月20日  | ISBN 978-4-592-22474-7                                  |                |                        |
| 44   | 2024年6月20日  | ISBN 978-4-592-22488-4                                  |                |                        |
| 45   | 2024年12月20日 | ISBN 978-4-592-22512-6                                  |                |                        |
| 46   | 2025年6月20日  | ISBN 978-4-592-22535-5                                  |                |                        |

### 相關書籍
小說
著者：藤谷燈子、原作：草凪瑞穗 《小説・暁のヨナ 同じ月の下で》 白泉社 〈花與夢COMICS Special 花與夢Novels〉 全1卷
- 2015年3月20日發售、ISBN 978-4-592-19795-9

導讀手冊
草凪瑞穗《暁のヨナ ファンブック》白泉社 〈花與夢COMICS Special〉 全1卷
- 2018年11月20日發售、ISBN 978-4-592-21887-6

## 電視動畫
2014年《花與夢》第15期（7/20號）公布動畫化消息。並於2014年10月7日起由TOKYO MX等日本電視台播放電視動畫。

### 製作人員
- 原作：草凪瑞穗（白泉社「花與夢」連載中）
- 監督：米田和弘
- 系列構成：豬爪慎一
- 角色設計：吉川真帆
- 總作畫監督：楠本祐子、松井祐子
- 武器設計：山本翔
- 道具設計：宮川治雄
- 美術監督：渡邊三千惠
- 美術設定：田村盛揮
- 色彩設計：垣田由紀子
- 編輯：坂本久美子
- 攝影監督：福士亨
- 音樂：梁邦彥
- 音響監督：長崎行男
- 音響效果：今野康之
- 動畫製作：Studio Pierrot
- 製作：晨曦公主製作委員會

### 主題曲
片頭曲
（第1－14話）
作曲、編曲：梁邦彥
（第15－23話）
作詞：SAKI，作曲：AZU，編曲：SATORI SHIRAISHI & Cyntia，主唱：Cyntia
片尾曲
「夜」（第1－14話）
作詞：智，作曲：瑠伊，編曲、主唱：vistlip
（第15－24話、OAD2、3）
作詞、作曲、編曲、主唱：志方晶子
（OAD1）
作詞：SAKI，作曲：AZU，編曲：SATORI SHIRAISHI & Cyntia，主唱：Cyntia

### 各話列表
| 話數       | 日文標題 | 中文標題                           | 劇本       | 分鏡            | 演出     | 作畫監督                                           |
| ---------- | -------- | ---------------------------------- | ---------- | --------------- | -------- | -------------------------------------------------- |
| 第一話     |          | 公主優娜                           | 豬爪慎一   | 米田和弘        | 米田和弘 | 楠本祐子、松井祐子                                 |
| 第二話     |          | 碎裂的羈絆                         | 豬爪慎一   | 北條史也        | 北條史也 | 坪山圭一                                           |
| 第三話     |          | 遠方的天空                         | 高橋奈津子 | 宮崎渚          | 布施康之 | 齊藤大輔、安田祥子 橋本真希                        |
| 第四話     |          | 風之部族                           | 高木聖子   | 北村真咲        | 丸山裕介 | 松岡謙治、豐田桂祐                                 |
| 第五話     |          | 咆哮                               | 大西信介   | 米良知          | 松村政輝 | Cindy H.Yamauchi                                   |
| 第六話     |          | 火紅的秀髮                         | 大西信介   | 橫山彰利        | 金森陽子 | 山本航                                             |
| 第七話     |          | 天命                               | 高木聖子   | 林明偉          | 林明偉   | 菅野智之                                           |
| 第八話     |          | 選擇的門扉                         | 高橋奈津子 | 北村真咲        | 城所聖明 | 大竹紀子                                           |
| 第九話     |          | 顫抖的覺悟                         | 豬爪慎一   | 米田和弘        | 城所聖明 | 清水勝祐、飯飼一幸 橋本真希、高木淳                |
| 第十話     |          | 盼望                               | 高橋奈津子 | 宮崎渚 米田和弘 | 小高義規 | 坪山圭一、富田美文                                 |
| 第十一話   |          | 龍之爪                             | 高橋奈津子 | 北村真咲        | 安藤貴史 | 小倉典子                                           |
| 第十二話   |          | 蒙眼的龍                           | 大西信介   | 北條史也        | 北條史也 | 山本航                                             |
| 第十三話   |          | 迴盪的恐懼                         | 大西信介   | 城所聖明        | 城所聖明 | 大竹紀子、富田美文                                 |
| 第十四話   |          | 光                                 | 高木聖子   | 北村真咲        | 松村政輝 | 清水勝祐、村上直紀 小澤早依子                      |
| 第十五話   |          | 前往新的土地                       | 豬爪慎一   | 林明偉 米田和弘 | 長濱亘彥 | 菅野智之                                           |
| 第十六話   |          | 戰爭遊戲                           | 豬爪慎一   | 橫山彰利        | 安藤健   | Cindy H.Yamauchi                                   |
| 第十七話   |          | 阿波的海賊                         | 豬爪慎一   | 小高義規        | 小高義規 | 高木淳                                             |
| 第十八話   |          | 緣                                 | 高橋奈津子 | 北村真咲        | 安藤貴史 | 小倉典子、村長由紀                                 |
| 第十九話   |          | 千樹草的試練                       | 高木聖子   | 北條史也        | 北條史也 | 遠藤裕一、富田美文 大竹紀子                        |
| 第二十話   |          | 勇氣的連鎖                         | 大西信介   | 篁蒼氓          | 城所聖明 | 阿部智之                                           |
| 第二十一話 |          | 火花                               | 森下直     | 美袋一          | 福田皖   | 小澤早依子 Kim Bo Kyoung                           |
| 第二十二話 |          | 歷史締造於深夜                     | 森下直     | 米良知          | 安藤貴史 | Cindy H.Yamauchi 楠本祐子、松井祐子                |
| 第二十三話 |          | 誓約的早晨                         | 森下直     | 山本裕介        | 小高義規 | 坪山圭一、大竹紀子 楠本祐子                        |
| 第二十四話 |          | 從今以後                           | 猪爪慎一   | 米田和弘        | 米田和弘 | 高木淳、富田美文 小澤早依子、松井啟一郎 高柳久美子 |
| OAD1       |          | 肩負之物                           | 猪爪慎一   | 金森陽子        | 金森陽子 | 富田美文、松岡秀明 小倉典子、小澤早依子            |
| OAD2       |          | 「最初的龍」                       | 筆安一幸   | 金森陽子        | 金森陽子 | 小澤早依子、山本航                                 |
| OAD3       |          | 「赤紅之星升起」「今天好好休息吧」 | 筆安一幸   | 北村真咲        | 三好正人 | 小澤早依子、小倉典子                               |

### 播放電視台
日本深夜動畫：下文記載的日本国内播放時間使用日本標準時間（UTC+9）表示。因為部分時間标识會採用30小时制，因此請留意这类超过24:00的时间，其實際播放時間為翌日清晨。
| 播放地區 | 播放電視台   | 播放日期                     | 播放時間（UTC+9）         | 所屬聯播網  | 備註             |
| -------- | ------------ | ---------------------------- | ------------------------- | ----------- | ---------------- |
| 日本全國 | AT-X         | 2014年10月7日－2015年3月24日 | 星期二 23時00分－23時30分 | 衛星電視    | 有重播           |
| 台灣     | MY 101綜合台 | 2014年10月7日－2015年3月24日 | 星期二 23時00分－23時30分 | 中華電信MOD | 「網路電視」節目 |
| 東京都   | TOKYO MX     | 2014年10月7日－2015年3月24日 | 星期二 24時30分－25時00分 | 獨立UHF局   |                  |
| 兵庫縣   | SUN電視台    | 2014年10月7日－2015年3月24日 | 星期二 24時30分－25時00分 | 獨立UHF局   |                  |
| 愛知縣   | 愛知電視台   | 2014年10月7日－2015年3月24日 | 星期二 25時35分－26時05分 | 東京電視網  |                  |
| 熊本縣   | 熊本放送     | 2014年10月7日－2015年3月24日 | 星期二 26時13分－26時43分 | 日本新聞網  |                  |
| 日本全國 | BS11         | 2014年10月7日－2015年3月24日 | 星期二 28時00分－28時30分 | 衛星電視    | 「ANIME+」節目   |